# Comuna Bucoșnița, Caraș-Severin
Bucoșnița (în maghiară: Bokos, Bukosnica) este o comună în județul Caraș-Severin, Banat, România, formată din satele Bucoșnița (reședința), Goleț, Petroșnița și Vălișoara.

## Demografie
Componența etnică a comunei Bucoșnița
     Români (94,97%)
     Alte etnii (0,38%)
     Necunoscută (4,66%)
Componența confesională a comunei Bucoșnița
     Ortodocși (79,52%)
     Baptiști (15,06%)
     Alte religii (0,68%)
     Necunoscută (4,73%)
Conform recensământului efectuat în 2021, populația comunei Bucoșnița se ridică la 2.642 de locuitori, în scădere față de recensământul anterior din 2011, când fuseseră înregistrați 2.978 de locuitori. Majoritatea locuitorilor sunt români (94,97%), iar pentru 4,66% nu se cunoaște apartenența etnică. Din punct de vedere confesional, majoritatea locuitorilor sunt ortodocși (79,52%), cu o minoritate de baptiști (15,06%), iar pentru 4,73% nu se cunoaște apartenența confesională.

## Politică și administrație
Comuna Bucoșnița este administrată de un primar și un consiliu local compus din 11 consilieri. Primarul, Vichente Suru[*], de la Partidul Social Democrat, este în funcție din 2012. Începând cu alegerile locale din 2024, consiliul local are următoarea componență pe partide politice:
|  | Partid                    | Consilieri | Componența Consiliului | Componența Consiliului | Componența Consiliului | Componența Consiliului | Componența Consiliului | Componența Consiliului | Componența Consiliului | Componența Consiliului | Componența Consiliului | Componența Consiliului |
|  | ------------------------- | ---------- | ---------------------- | ---------------------- | ---------------------- | ---------------------- | ---------------------- | ---------------------- | ---------------------- | ---------------------- | ---------------------- | ---------------------- |
|  | Partidul Social Democrat  | 10         |                        |                        |                        |                        |                        |                        |                        |                        |                        |                        |
|  | Partidul Național Liberal | 1          |                        |                        |                        |                        |                        |                        |                        |                        |                        |                        |

## Atracții turistice
- Biserica ortodoxă "Sfântul Ilie" din satul Bucoșnița
- Biserica ortodoxă "Nașterea Maicii Domnului" din satul Goleț, construită în anul 1890
- Biserica ortodoxă "Adormirea Maicii Domnului" din satul Petroșnița, construcție 1880
- Biserica ortodoxă "Adormirea Maicii Domnului" din satul Vălișoara
- Monumentul Eroilor din Bucoșnița
- Valea Timișului